# Louis Pouzin
Louis Pouzin (Chantenay-Saint-Imbert, Nievre, Francia, 20 de abril de 1931) es un ingeniero que inventó el Datagrama y que diseñó la primera red de comunicaciones en paquete que utilizó este paquete de datos, CYCLADES. Estudió en la École Polytechnique. Su trabajo influyó sobre Robert Kahn, Vinton Cerf y otros para el desarrollo de los protocolos TCP/IP que se utilizan en el Internet.
Después de participar en el diseño del Compatible Time Sharing System (CTSS), Pouzin escribió un programa llamado RUNCOM entre 1963 y 1964 que permitía la ejecución de comandos dentro de un fólder. Se le considera el antecesor de la interfaz de línea de comandos y del código shell. De hecho, fue Pouzin quien usó por primera vez el término shell ("concha") para describir un lenguaje de comandos, en 1964. Glenda Schroeder, del Instituto Tecnológico de Massachusetts (MIT), aplicó sus ideas en Multics.
De 1967 a 1969, Pouzin desarrolló un sistema operativo para Météo-France, el Servicio Meteorológico Nacional de Francia, que se aplicó durante 15 años para crear pronósticos del tiempo y estadísticas.
En el 2002, al lado de Jean-Louis Grangé, Jean-Pierre Henninot y Jean-François Morfin, participó en la creación de Eurolinc, una asociación sin ánimos de lucro que promueve el multilingüismo en los dominios de Internet. Al año siguiente, en el 2003, Eurolinc recibió de la ONU la acreditación necesaria para participar en la Cumbre Mundial sobre la Sociedad de la Información (WSIS, por sus siglas en inglés).
En el 2011, fundó Savoir-Faire, una compañía de raíces alternativa, al lado de Chantal Lebrument y Quentin Perrigueur.

## Premios
- 1997: Recibió el Premio ACM SIGCOMM por su "trabajo pionero sobre la comunicación sin conexión de paquetes".
- 2003: Fue nombrado Caballero de la Legión de Honor por el gobierno francés el 19 de marzo del 2003.
- 2012: Fue aceptado en el Salón de la Fama de Internet por la  Internet Society.[8]
- 2013: Fue uno de los cinco pioneros del Internet que recibieron el primer Premio de Ingeniería Reina Isabel.[9]

## Ligas externas
- Wikimedia Commons alberga una galería multimedia sobre Louis Pouzin.

- Datos: Q3083180
- Multimedia: Louis Pouzin / Q3083180